# LWL-Klinik Paderborn
Die LWL-Klinik Paderborn, eröffnet am 1. September 1975 als „Westfälische Landesklinik Paderborn“, ist eine Klinik für Psychiatrie, Psychotherapie und Psychosomatik. Sie ist eine Einrichtung des Landschaftsverbands Westfalen-Lippe (LWL). Die Klinik gehört zum Psychiatrie-Verbund des LWL.
Die LWL-Klinik Paderborn ist Kooperationspartner der Fakultät für Gesundheitswissenschaften der Universität Bielefeld und akademisches Lehrkrankenhaus der Universität Münster.
Das Pflichtversorgungsgebiet der LWL-Klinik Paderborn umfasst die Stadt und den Kreis Paderborn sowie die Stadt Geseke (Kreis Soest).
Die Klinik hat 208 voll- und 62 teilstationäre klinische Behandlungsplätze und eine Institutsambulanz. Die Belegung aus dem Pflichtversorgungsgebiet lag 2015 bei knapp 90 %.

## Geschichte
Hervorgegangen ist die LWL-Klinik Paderborn aus einer Langzeiteinrichtung für psychisch kranke Frauen. Die heutige LWL-Klinik Paderborn wurde als Akutklinik für Psychiatrie am 1. September 1975 in Betrieb genommen.
Bis 1995 kam es auf Basis einer sozialpsychiatrischen Grundorientierung zum allmählichen Aus- und Aufbau von klinischen und außerklinischen Versorgungsstrukturen wie der Institutsambulanz, der Allgemeinpsychiatrischen Tagesklinik, der Laienhilfe und dem betreuten Wohnen. Mit einer Belegung von über 400 Betten waren auch zahlreiche Langzeitpatienten untergebracht. Im Zuge der Enthospitalisierungsbemühungen Anfang der 1990er Jahre erfolgte eine Verlegung zahlreicher Patientinnen und Patienten in das betreute Wohnen oder in Heimeinrichtungen.
Ab 1995 wurden spezialisierte Stationen mit den Schwerpunkten Depressionsbehandlung, Krisenintervention, Psychotherapie, Doppeldiagnosen Sucht und psychiatrische Erkrankungen sowie einer „Qualifizierten Drogenentgiftung“ eingerichtet. Weiterhin kam es zu einer Diversifizierung der therapeutischen Angebote, der Ausweitung ambulanter Angebote sowie des Konsiliar- und Liaisondienstes, der Modernisierung und grundlegenden Renovierung der Gebäude sowie des Geländes.